# سوق عزرا
سوق عزرا هو سوق يهودي قديم يقع في مدينة القامشلي في شمال شرق سوريا. ويعد هذا السوق واحدًا من الأسواق التاريخية القديمة في المدينة، ويُعرف أيضًا باسم "سوق اليهود" وذلك لأنه تم إنشاؤه على يد عزرا اليهودي، بالإضافة إلى مساهمة عوائل يهودية أخرى مثل عائلة ناحوم وعائلة مخلوف في بنائه.

## المكان
يقع السوق في قلب المدينة ويستقطب الزوار من جميع المكونات الاجتماعية في المدينة، بما في ذلك اليهود والمسيحيين والكرد والعرب. ويتميز السوق بتوفر جميع ما يحتاجه المنزل من مواد العطارة والتوابل والأعشاب والعسل والسمن البلدي. ويعد السوق مكانًا تجاريًا حيويًا وساعد السكان المحليين على تلبية احتياجاتهم الغذائية والتجارية.

## تاريخ السوق
وفقًا لحسن فرحوا، صاحب محل في السوق، تميز اليهود بالتعامل التجاري الجيد وجلبهم أموالهم معهم، مما ساعدهم على إقامة السوق وتوفير جميع ما يحتاجه المنزل من مواد العطارة والتوابل والأعشاب وغيرها. وعلى مر الوقت، تغير شكل السوق وأصبح أكثر حداثة، ويتم تجارته اليوم مع المنتجات السورية المحلية.
بالإضافة إلى منتجات أخرى متنوعة. ويتميز السوق بإقبال كبير من الزوار الذين يبحثون عن المنتجات الطازجة والجودة العالية. يعد سوق عزرا مكانًا مميزًا في القامشلي ويجذب الزوار من جميع أنحاء المدينة والمناطق المجاورة.

## عائلة عزرا
ويقول سكان المدينة إن التاجر عزرا بأنه هاجر مع عائلته إلى مدينة القامشلي عام 1928،  قادماً من مدينة نصيبين التركية، التي كانت تشهد قلاقل سياسية. وقد كانوا جزء من موجة النزوح اليهودية وقتئذ، التي استقرت في مدينة القامشلي حديثة التأسيس حنيها.
وساهم اليهود حينها في تأسيس الكثير من معالمها، بالذات أسواقها المركزية، التي صارت تسمى "سوق اليهود"، الذي كان يشغل كامل المركز، ممتداً من مركز البلدية إلى الحمام المركزي التاريخي، فالمحال التجارية اليهودية كانت محاطة أيضاً بمنازلهم السكنية، التي ما كانت مفصولة باقي أحياء وسكان المدينة.